# Балонес
Балонес (валенс. Balones, ісп. Balones) — муніципалітет в Іспанії, у складі автономної спільноти Валенсія, у провінції Аліканте. Населення — 126 осіб (2022).

## Географія
Муніципалітет розташований на відстані близько 340 км на південний схід від Мадрида, 45 км на північ від Аліканте.

## Демографія
Динаміка населення (INE ):

## Галерея зображень

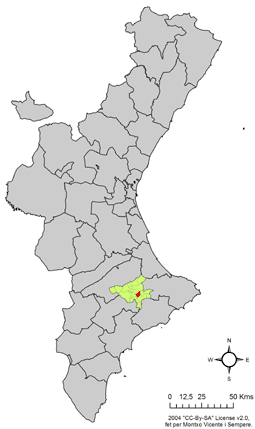
Розташування муніципалітету Балонес у автономній спільноті Валенсія
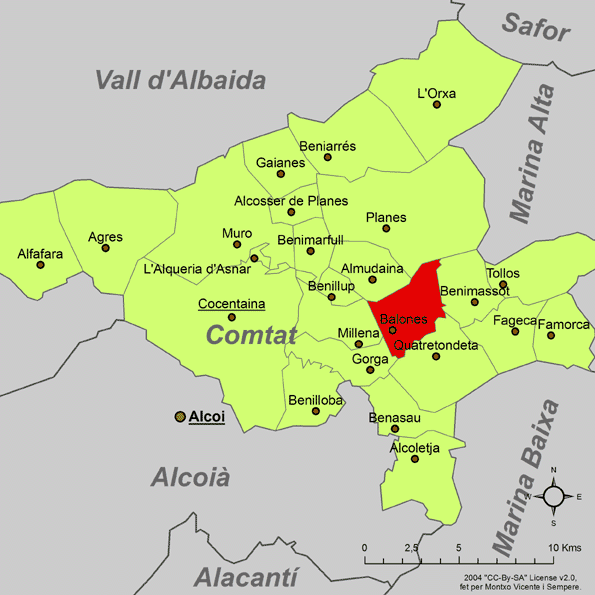
Розташування муніципалітету Балонес у комарці Кондадо-де-Косентайна